# 더블유서비스네트워크
더블유서비스네트워크(https://web.archive.org/web/20180329134526/http://woorisn.com/)는 우리은행의 통합적인 물류운송과 근무인력 파견을 주 업무로 하는 회사이다